# Josep Maria Lari Vilaplana

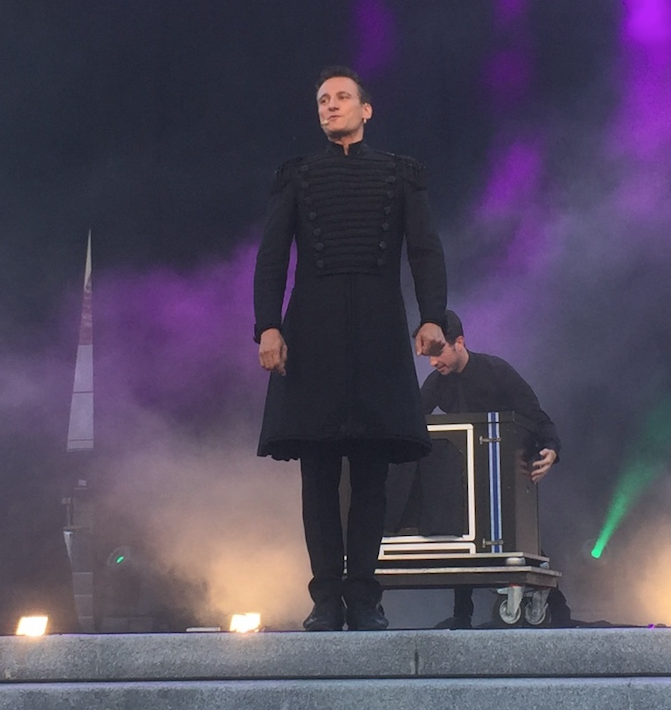
El Mag Lari a l'espectacle Una nit amb el Mag Lari (Sant Vicenç dels Horts, juliol del 2018)

Josep Maria Lari Viaplana (Barcelona, 10 de desembre de 1973), més conegut pel seu nom artístic Mag Lari, és un il·lusionista català.
Llicenciat en filologia catalana, no ha exercit mai com a filòleg. Es va iniciar a la màgia professional l'any 1994, quan els seus pares per Sant Jordi li van regalar un llibre de màgia de Juan Tamariz. Va començar a fer els seus primers espectacles professionals i es va donar a conèixer arran del seu debut al teatre Llantiol de Barcelona. El personatge del Mag Lari va néixer en aquest local, una nit que la seva parella artística es va posar malalta i va haver de fer tot sol el seu espectacle de màgia. El personatge del Mag Lari és conegut pel seu humor elegant i alhora irònic. Des dels seus inicis, no ha dubtat en cap moment de centrar els seus esforços a consolidar una nova manera de fer màgia. Els seus espectacles i posades en escena en grans teatres de Barcelona i Catalunya han estat la clau del seu èxit. Ha aconseguit diversos premis que marquen la seva trajectòria professional: l'any 1995 aconsegueix el primer premi nacional de màgia còmica, la qual cosa el va portar a actuar a França, Suïssa, Portugal i Japó. L'any 2002 guanya el premi al millor espectacle de sala de la Fira de Teatre de Tàrrega amb l'espectacle Estrelles de la Màgia. Ha protagonitzat diversos programes de màgia a Televisió de Catalunya.
També està vinculat al món de la literatura. Pagès Editors va publicar el 2007 Els secrets del Mag Lari, sobre aquest personatge dins del món de la màgia. Dos anys més tards, ell escriuria La màgia de Michael Jackson, on relata les seves experiències i vivències personals del seu ídol, el cantant Michael Jackson. Finalment, el periodista Enric Lucena va publicar Mag Lari. La màgia de fer màgia, on es pregunta què hi ha darrere dels seus espectacles.
L'any 2011 va estrenar Splenda, el seu espectacle inspirat en Michael Jackson, on realitza grans il·lusions i nous trucs. Splenda ha fet temporada a Barcelona, al Teatre Tívoli i al Teatre Condal (en dues ocasions), i ha realitzat una gira per Catalunya visitant ciutats com Girona, Manresa, Lleida, Terrassa o Sant Cugat. A mitjans del 2012 va començar a treballar per Antena 3 en el programa Avanti ¡Que pase el siguiente!. El 2014 comença una col·laboració setmanal a la segona temporada del programa "El Gran Dictat" de Televisió de Catalunya. A finals de l'any 2017 estrena l'espectacle 25 il·lusions al Teatre Condal de Barcelona per celebrar els seus 25 anys de professió damunt dels escenaris.
També destaca per haver presentat i dirigit les dues edicions del programa televisiu Pura màgia, emès a TVE el 2017 i 2018. El 27 de gener de l'any 2019 presenta la gala dels XI Premis Gaudí al Palau de Congressos de Catalunya.
És un destacat col·leccionista de peces de Michael Jackson, una afició que començà el 1988, quan el Josep Maria Lari llavors adolescent va veure actuar Michael Jackson al Camp del Barça i aquell espectacle el deixà al·lucinat. En la col·lecció destaca l'original d'un dibuix fet a llapis pel mateix cantant, i com a objecte més valuós una jaqueta que el cantant utilitzava als 12 anys, quan encara formava part del mític conjunt Jackson Five. Des de l'any 2023, amb l'obertura del projecte "La casa dels àngels", la col·lecció té el seu espai: "Wonderland" i es pot visitar

## Espectacles estrenats[calcitació]
- La Màgia de Mag Lari & Secundina (1994)
- Màgic 70 (1997)
- Màgiacadabra (1998)
- Increïble (2000)
- Estrelles de la Màgia (2002)
- Millennium (2004)
- Secrets (2007)
- Somriures i Màgia (2009)
- Mag Lari al Coliseum (2010)
- Splenda (2011)
- La Màgia de Mag Lari (2013)
- Lari Poppins (2015)
- Ozom (2015)
- Una Nit amb el Mag Lari (2016)
- Dolce Vita (2017)
- 25 Il·lusions (2017)
- Strafalari (2024)

## Televisió
- Il·lusionadors (TV3)[10]
- Avanti ¡Que pase el siguiente! (Antena 3)
- El club (TV3)
- El gran gran dictat (TV3)
- Pura Magia (TVE)

## Llibres
- Lari, Montse. Els secrets del Mag Lari. 1..  Lleida: Pagès Editors, 2007, p. 112. ISBN 9788497794817.
- Els viatges del Mag Lari. 1ª.  Barcelona: Estrella Polar, 2015, p. 160. ISBN 9788490576618.
- La magia de Michael Jackson. 1ª.  Lleida: Pagès, 2009, p. 126. ISBN 9788497798389.
- Lucena, Enric. Mag Lari : la màgia de fer Màgia.  Lleida: Pagès, 2012, p. 136. ISBN 9788499752280.